# 소매들어허리채기

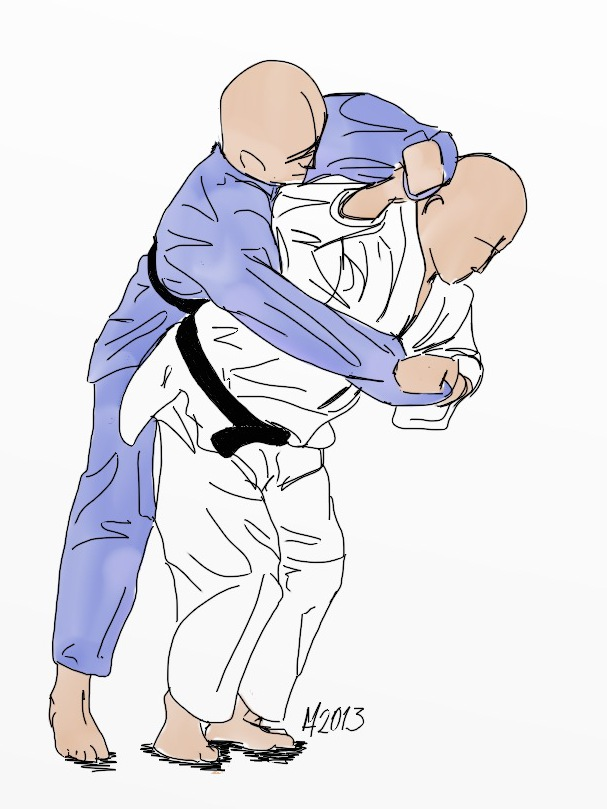

소매들어허리채기(袖釣込腰, Sode Tsurikomi Goshi)는 유도의 메치기의 허리기술 16개 중 하나이다. 신명 기술 목록에 채택한 기술 중 하나이다.

## 기술 설명
소매들어허리채기는 유도에서 사용되는 엉덩이 던지기이다. 양쪽 소매를 잡고 한쪽 소매를 머리 위로 높이 들고(오른손으로 할 경우 오른쪽 소매) 상대와 같은 방향을 향하도록 몸을 돌려 엉덩이 위로 당기는 방식으로 수행된다. 던지기는 유도 선수가 일반적인 오른손 그립(한 손은 소매에, 다른 한 손은 옷깃)을 취할 때 수행할 수 있다.